# Stadtmagazin
Ein Stadtmagazin ist eine Zeitschrift, die sich lokalen Themen einer Stadt oder Region widmet und üblicherweise einen Veranstaltungskalender zu Musikveranstaltungen, Ausstellungen, Filmen und ähnliche Serviceseiten enthält.

## Geschichte
Stadtzeitungen, die Vorläufer der Stadtmagazine, entstanden in den 1970er Jahren als Teil der Alternativkultur. Die etablierte Tagespresse spiegelte damals oft die Alternativkultur nicht wider. Daher entstand die Idee einer Gegenöffentlichkeit, verwirklicht in sogenannten Stattzeitungen. Die erste deutsche Stadtzeitung war das von 1971 bis 1977 erscheinende Hobo in West-Berlin. Der Frankfurter Pflasterstrand und das Münchner Blatt waren ebenfalls frühe und wichtige Stadtzeitungen.
Als Vorläufer der Stadtmagazine kann die seit 1955 in New York erscheinende Village Voice gelten. In den USA werden solche Magazine als alternative weeklies bezeichnet.
Heute gehören viele Stadtmagazine zu etablierten Medienkonzernen. Es gibt aber immer noch unabhängige Magazine, die seit den 1970ern bis heute auf dem Markt sind, wie zum Beispiel der Pflasterstrand-Nachfolger Journal Frankfurt, die Bonner Schnüss und die Kölner StadtRevue. In den 90er Jahren gab es Konkurrenz, durch die in 13 Metropolregionen erschienenen Ausgaben, des mehr an Lifestyle, Mode und Konsum orientierten Magazin Prinz. Im September 2017 gab das Nürnberger Stadtmagazin Plärrer, das zuletzt nur noch online erschien, sein Aus bekannt. 2020 wurde das Berliner Stadtmagazin Zitty nach mehreren Besitzerwechseln und redaktioneller Verschmelzung mit dem städtische Konkurrenten tip eingestellt.

## Online-Stadtmagazin
Mittlerweile haben sich typische gedruckte Ausgaben in den Onlinebereich zurückgezogen oder parallel ein Onlineportal eingerichtet. Im Hintergrund stehen oft renommierte Verlage, die sich über Anzeigenwerbung finanzieren. Demgegenüber stehen zahlreiche kleinere, meist gemeinnützige Vereine oder Institutionen, die ein eigenes Stadtmagazin anbieten. Im Gegensatz zu den kommerziellen Projekten stehen bei den gemeinnützigen häufig die stadtspezifischen Probleme im Mittelpunkt. Diese Stadtmagazine haben damit oft eine Alternativfunktion zur Tageszeitung und werden zur politischen Meinungsbildung herangezogen.

## Special-Interest-Magazine
Einige Stadtmagazine haben sich zu Special-Interest-Zeitschriften entwickelt. 1980 erschien in Würzburg das vermutlich erste deutsche Familienstadtmagazin Mamamia. Die Herausgeberin Barbara Pohl wurde dafür 1990 mit der Bundesverdienstmedaille geehrt. Inzwischen gibt es auch in anderen Städten solche Familienmagazine, die speziell für die Zielgruppe Menschen mit Kindern relevante regionale Informationen und Termine bündeln.
Ebenfalls städtischen Bezug haben heute viele Obdachlosenzeitungen und Undergroundmagazine.